# 63
Het jaar 63 is het 63e jaar in de 1e eeuw volgens de christelijke jaartelling.

## Gebeurtenissen

### Armenië
- Tiridates I wordt door Gnaeus Domitius Corbulo opnieuw geïnstalleerd als vazalkoning van Armenië. De Parthische koning Vologases I sluit een vredesverdrag met Rome.

### Palestina
- Jezus ben Gamaliël wordt door Herodes Agrippa II benoemd tot Hogepriester van de Joodse tempel in Jeruzalem. Hij verbetert het onderwijs en vervangt het Urim en Tummim door gouden exemplaren.

## Geboren
- 21 januari - Claudia Augusta, dochter van keizer Nero en Poppaea Sabina

## Overleden
- April - Claudia Augusta, dochter van keizer Nero en Poppaea Sabina
- Marcus, evangelist en stichter van de Kerk van Alexandrië